# Olieboycot
Een olieboycot is een straf- of dwangmaatregel die door overheden tegen andere overheden wordt gebruikt. Deze olieboycotten zijn vervolgens weer onder te verdelen in drie typen boycots, te weten:
- een boycot van olieproducerende landen tegen bepaalde afnemers, zoals in juli 1941 door de Verenigde Staten en Nederland tegen Japan, nadat dat land Frans Indo-China had bezet. Een ander voorbeeld is de boycot van de OPEC tegen Nederland in 1973 wegens de steun aan Israël: zie Oliecrisis van 1973;
- Een boycot door een internationale organisatie tegen een lidstaat om deze te dwingen tot het respecteren van haar handvest. Voorbeelden zijn de olieboycot van de Volkenbond in 1935 tegen Italië wegens de agressie van dat land in Abessinië, en de boycot van de Verenigde Naties tegen Zuid-Afrika wegens de weigering van dat land om zich terug te trekken uit Namibië.
- Een boycot tegen bepaalde olieproducerende landen zoals door het Westen tegen Irak: zie Golfoorlog (1990-1991), en tegen Iran wegens het nucleaire programma van dat land.